# Scarium
A Scarium é uma revista trimestral brasileira dedicada à publicação e divulgação de literatura de ficção científica, fantasia e terror, escrita em português.

## Formato
Tendo iniciado sua trajetória como fanzine, a Scarium se tornou um semiprozine (revista independente com qualidade profissional), contando com uma pequena equipe redatorial fixa: Marco A. M. Bourguignon (editor), Giulia Moon (co-editora), Gabriel Boz (co-editor) e Lara Chateaubriand (jornalista responsável).

## Edições
A Scarium é vendida exclusivamente por assinatura, não sendo encontrada em bancas de jornal. O site, criado originalmente para divulgação da revista, foi conquistando espaço próprio aos poucos e especula-se que, em decorrência dos custos de impressão, acabará por converter-se em e-zine, absorvendo integralmente a publicação matriz.
Embora seja praticamente a única publicação impressa de alguma expressão a divulgar autores novos de literatura fantástica em língua portuguesa, no Brasil, seu editor/webmaster, Marco A. M. Bourguignon, queixava-se recentemente de que a revista estaria sendo "ignorada por alguns setores dos fãs de FC&F".